# Charlotte Methuen
Charlotte Mary Methuen (* 1964) ist eine britische Kirchenhistorikerin.

## Leben
Methuen studierte ab 1982 zuerst Mathematik an der University of Cambridge und ab 1987 Theologie an den Universitäten Edinburgh, Heidelberg und Tübingen. 1995 erwarb sie an der Universität Edinburgh den theologischen Doktorgrad und wurde Assistentin am Fachbereich Evangelische Theologie der Universität Hamburg. Von 1996 bis 2002 war sie Assistentin an der Ruhr-Universität Bochum. Nach Lehrtätigkeiten an der Universität Oxford (2005–2010) und dem Ripon College in Cuddesdon (2009–2011) kam sie an die University of Glasgow, wo sie 2013 zur Senior Lecturer und 2017 zur Professorin für Kirchengeschichte ernannt wurde. Sie ist außerordentliche Forschungsprofessorin an der Universität Bern und regelmäßig Gastdozentin an der Universität Bonn.
Ehrenamtlich wirkte Methuen von 2004 bis 2007 als Priesterin in altkatholischen Gemeinden in Essen (Friedenskirche) und Offenbach am Main (Christuskirche). Derzeit ist sie Kanonikerin (Canon Theologian) an der Kathedrale von Gloucester.
Ihre Forschungsinteressen sind Glaube und Vernunft im 16. Jahrhundert, Reformationsstrukturen im Deutschen Reich, kontinentale Einflüsse auf die Reformation in England und Schottland, die Reformation als internationale Bewegung, die frühe ökumenische Bewegung 1910–1937 und die Geschichte der Berufung und des Wirkens von Frauen.

## Schriften (Auswahl)
- Kepler’s Tübingen. Stimulus to a theological mathematics. Aldershot 1998. ISBN 1-85928-397-7.
- If You Love Something, Let It Go. Reflections for Ash Wednesday to Pentecost. Peterborough 2004. ISBN 9781858522760.
- Science and Theology in the Reformation. Studies in Theological Interpretation and Astronomical Observation in Sixteenth-Century Germany. London 2008. ISBN 0-567-03271-X.
- Luther and Calvin. Religious Revolutionaries. Chicago 2011. ISBN 978-0-7459-5340-3.